# 二見書房
二見書房（ふたみしょぼう）は、日本の出版社。

## 概要
サブカルチャー系の書籍、海外翻訳小説などに強く、またいくつかの社内カンパニー、レーベルにより特性の異なった出版を行っている。またジョルジュ・バタイユの全集が良く知られている。

## 沿革
1941年（昭和16年）に堀内印刷所が出版業として千代田区に創業。印刷と出版の二つを見るという意味を込めて『二見書房』と命名された。ロダンの『フランスの聖堂』、森銑三の『学芸史上の人々』、モーパッサンの『女の一生』などを刊行するが、第二次世界大戦中の空襲により全焼し中断する。
再開したのは1960年（昭和35年）1月で、ベビーブームの最中に出版した吉岡専造の写真集『人間零歳』は大きく反響を呼んだ。続くノン・フィクション・シリーズ、NHK特別報道班の『アフリカ大陸を行く』、『中近東を行く』、『中南米を行く』などは当時のベストセラーとなった。その後、南海の島で発見された元日本兵の手記『グアム島』（1960年）は、英、仏、独、オランダなど海外6ヵ国で『天皇の最後の兵隊』として出版された。
佐藤得二の小説『女のいくさ』（1963年）は直木賞を受賞し、3か月間、全国ベストセラー第1位を続けた。＜山の遭難シリーズ＞の『この山に願いをこめて』群馬県警察本部編につづき『この山なみのこえ』信濃毎日新聞社編が注目を集め、1969年（昭和44年）には、『素顔の日本』『エマニエル夫人』を出版し、ともに異色な出版物として世評を沸かせベストセラーとなる。この年『ジョルジュ・バタイユ著作集』の発刊を開始。
日本中を驚かせた『白い本』は1972年（昭和47年）に登場、発売と同時に売り切れ店続出し各書店でベストセラーを独占した。また、世界中で話題となった『チビっ子猛語録』の翻訳も発売され、中・高校生の間で人気となり、年度後半のベストセラーになった。
1974年（昭和49年）には新書版分野へ進出し、新企画として『刑事コロンボ』シリーズ（全36巻・別冊2巻）や『コックリさんの秘密』などがヒット。児童向けの新しいミニ判が人気となり、なかでも、ニッポン放送の番組から採録した『なぞなぞの本』（昭和50年）は、ベストセラーとなる。
1978年から1979年にかけてのウルトラマンシリーズ第3次ブームの際には、『ウルトラマンブック』『ウルトラ怪獣ブック』『ウルトラ大怪獣カード』を刊行し、1992年ごろまで版を重ねた。その後1993年から1994年にかけては、『ウルトラマン99の謎』『ウルトラ怪獣99の謎』『ウルトラマン特撮99の謎』を刊行した。
1976年（昭和51年）、テレビの人気番組『まんが日本昔ばなし』を出版。全30巻累計800万部をこえるミリオンセラーとなる。2005年（平成17）年10月からテレビ放映されリニューアル発売を開始。
1978年には近未来小説のさきがけとなった『第三次世界大戦』を出版。ヨーロッパ・日本でベストセラーとなる。
1980年（昭和55年）、新社屋が完成し三崎町から文京区音羽に移転。同年、ゲイ・タリーズの『汝の隣人の妻』上下2冊をアメリカと同時出版すると世界的に話題となる。『ペントハウス・ペット690』は高額な定価にかかわらず初版6万部を1ヵ月で完売する。人類の火星移住計画を暴いた『第三の選択の謎』（1982年）は、3か月で40万部を売り、上半期でのベストセラーとなった。
日本テレビアナウンサー小林完吾の『愛、見つけた』（1983年）は、全国の人々に感動を与えた。1984年には、手芸テキスト『ソープバスケット』を50万部売り、この年のベストセラーとなる。
ファミコン・ブームにのり『裏ワザ大全集』シリーズの『スーパーマリオブラザーズ』は100万部を突破。裏技ブームの一助を担った。この年から、オトナの文庫「マドンナメイト」の毎月定期刊行を開始。
1986年（昭和61年）には、アーヴィング・ウォーレスの『第七の機密』、ローレンス・ブロックの『聖なる酒場の挽歌』など、海外ミステリ専門文庫『ザ・ミステリ・コレクション』がスタートした。その後グレン・ミードの『雪の狼』（1997年）は、日本冒険小説協会大賞＜外国部門＞を受賞しベストセラーとなる。アイリス・ジョハンセンの『スワンの怒り』（1997年）、リンダ・ハワードの『二度殺せるなら』（1999年）など、ロマンス＆サスペンスの傑作がベストセラーを続ける。
また、映画『プラトーン』の原作、デイル・Ａ・ダイの同名の小説（1987年）が30万部突破のベストセラーとなる。その後も、ノストラダムス物の『ノストラダムス全予言』、豆本『10回10回クイズ』（ともに1988年）など、ベストセラーとなる。
帯津良一の『ガンを治す大事典』（1997年）などのガン治療関連図書をはじめ、南山宏の『オーパーツの謎』（1993年）、爆笑問題の『天下御免の向こう見ず』、『ヒレハレ草』、『三三七拍子』（1997年 - ）、福知怜の『タイタニック号99の謎』（1998年）、三浦佑之の『童話ってホントは残酷』（1999年）などがベストセラー、ロングセラーとなった。
2003年（平成15年）に文京区音羽から千代田区神田神保町に移転した。韓流ブームのきっかけとなった冬のソナタの関連本『冬のソナタをもっと楽しむ本』（2003年）、ジャンボ旅客機の機体に秘められた驚きの秘密を公開した『ジャンボ旅客機99の謎』（2004年）、また『二見時代小説文庫』（2006年）の定期刊行を開始し、ともにベストセラー、ロングセラーとなる。
2008年（平成20年）、本社を二見書房発祥の地、千代田区神田三崎町に移転。同年発行された「読めそうで読めない間違いやすい漢字」が未曽有の大ブームとなり、シリーズ累計170万部を超え、翌年オリコンで年間販売数1位を獲得。
『事故物件怪談　恐い間取り』（2018年）が話題となり、第2弾発売と同時に映画化され、ともに大ヒットを記録。また、世相を反映して『自分でできる遺言書』『もしものときのエンディングノート』『高齢ドライバー脳活ドリル』などの実用書がロングセラーとなっている。
レーベルとして、「ハニー文庫」（平成26年）、「二見レインボー文庫」（平成27年）、「二見サラ文庫」（平成30年）、「二見ホラー×ミステリ文庫」（令和3年）などを創刊し、さまざまなジャンルでの定期刊行を行っている。

## 二見書房の社内カンパニー・レーベル
サラ・ブックス（サラブレッド・ブックス）
1974年から出版開始。「刑事コロンボ」シリーズ（ノヴェライズ小説）が大半を占める。現在は絶版だが、出版されなかった「愛情の計算」以外は、後述の「二見文庫」で再発行されている。
他にNBCミステリー・ムービーシリーズ（「警部マクロード」「マッコイと野郎ども」「ミセス・コロンボ」）「エマニエル夫人」「ロッキー」など映画のシリーズ小説（原作またはノヴェライズ）、ユリ・ゲラーやノストラダムスの超能力・予言もの、「景気の波」などビジネス書も発行された。
マドンナ社
従来「サラ・ブックス」シリーズで刊行していた官能小説を分離、「マドンナメイト」で発行する。この「マドンナメイト」シリーズは、1985年に創刊され、文庫本のマドンナメイト、マドンナメイト写真集、AV女優の喋り・歌・テレホンセックス風のよがり声から成る「マドンナメイト・カセット」、アダルトビデオ「マドンナメイト・ビデオ」より構成されていた。
1980年代から90年代にかけて『犯された教室』『女子高生 あぶない体操着』『セーラー服 快感の口淫』などを上梓した「麻耶十郎」はスタジオジブリ製作の長編アニメーション映画『コクリコ坂から』原作者の佐山哲郎のペンネームであったことが、2011年に明かされた。また、無名時代の姫野カオルコが1作だけ書いている（『令嬢嬲り』）。
2005年から2006年にかけて、当時の「萌え」ブームに乗る形で、ジュブナイルポルノレーベル「二見ブルーベリーシリーズ」を刊行していた。
リヨン社
健康に関する本、詩集、エッセイなどを主に発行する。
シャレード
ボーイズラブ小説を主に出版する。
ハニー文庫
男女の恋愛をテーマにし、現代ものを含まない、ラブシーンのある読切作品。ティーンズラブ小説を主に出版する。
すずらんコミックス
成人向けマンガを主に発行する。二見ブルーベリーシリーズと同系。2006年5月末から新刊発行なし。

## その他
かつて営業車にダイハツ・シャレードを使用しており、リアガラス付近に「Charade」のロゴが入ったステッカーが貼られていた。
二見文庫
「ザ・ミステリー・コレクション」、「官能小説シリーズ」他を刊行中。金曜プレステージにて、「女医・倉石祥子」シリーズ既刊２作が、片平なぎさ主演でドラマ化された。
ザ・ミステリ・コレクション
1986年（昭和61年）創刊。リンダ・ハワード、アイリス・ジョハンセンなどのロマンス＆サスペンス、トム・クランシー、ローレンス・ブロックなどのミステリ等、海外の翻訳小説を多数刊行。
二見時代小説文庫
2006年創刊。「剣客相談人」、「公事方裏始末」、「与力・仏の重蔵」の各シリーズ他を刊行中。
二見レインボー文庫
2015年に創刊された雑学、実用を中心としたレーベル。
「【文庫版】読めそうで読めない間違いやすい漢字」「童話ってホントは残酷」「子どもって、どこまで甘えさせればいいの？」などを刊行。
二見サラ文庫
1970年代に創刊された「サラ・ブックス」の理念を受け継ぎ、2018年に新レーベル「二見サラ文庫」として創刊。エンターテインメント作品を中心に刊行。
二見ホラー×ミステリ文庫
2021年創刊。「わざわざゾンビを殺す人間なんていない。」「ふたりかくれんぼ」「宵坂つくもの怪談帖」などホラー小説、ミステリ小説を刊行していた。